# 아우토스트라다 A2 (1962년)
아우토스트라다 A2(이탈리아어: Autostrada A2)는 이탈리아의 로마와 나폴리를 이어주는 옛 아우토스트라다 노선으로, 총 연장은 약 202.1 km이다. 1962년부터에 개통되었으나, 1988년을 기해 해당 고속도로가 아우토스트라다 A1에 완전히 편입되면서 폐지되었다. 2017년에 새롭게 제정된 아우토스트라다 A2의 실제 구간으로 이루어진 노선과 비교하면 과거의 노선이기 때문에 전혀 관계가 없는 노선이다.